# Les Verchers-sur-Layon
Les Verchers-sur-Layon ist eine Ortschaft und eine Commune déléguée in der französischen Gemeinde Doué-en-Anjou mit 853 Einwohnern (Stand: 1. Januar 2022) im Département Maine-et-Loire in der Region Pays de la Loire. Die Einwohner werden Verchéens genannt.
Die Gemeinde Les Verchers-sur-Layon wurde am 30. Dezember 2016 mit Brigné, Concourson-sur-Layon, Forges, Meigné, Montfort, Saint-Georges-sur-Layon und Doué-la-Fontaine zur neuen Gemeinde Doué-en-Anjou zusammengeschlossen. Sie gehörte zum Arrondissement Saumur und ist Teil des Kantons Doué-la-Fontaine.

## Geografie
Les Verchers-sur-Layon liegt etwa 20 Kilometer südwestlich von Saumur in der Landschaft Saumurois. Les Verchers-sur-Layon liegt im Weinbaugebiet Anjou. 
Durch das Gebiet der ehemaligen Gemeinde fließt der Layon. Umgeben wurde die Gemeinde Les Verchers-sur-Layon von den Nachbargemeinden Doué-la-Fontaine im Norden, Vaudelnay im Osten, Le Puy-Notre-Dame im Südosten, Saint-Macaire-du-Bois im Süden, Lys-Haut-Layon im Westen und Südwesten sowie Concourson-sur-Layon im Nordwesten.

## Bevölkerungsentwicklung
| Jahr                       | 1962 | 1968 | 1975 | 1982 | 1990 | 1999 | 2006 | 2013 |
| Einwohner                  | 1059 | 949  | 838  | 789  | 769  | 813  | 835  | 911  |
| Quellen: Cassini und INSEE |      |      |      |      |      |      |      |      |

## Sehenswürdigkeiten
- Schloss Bellevue aus dem 16. Jahrhundert
- Schloss Échuilly, 1730 erbaut, Monument historique seit 1992
- alte Kommanderie, seit 2005 Monument historique

## Persönlichkeiten
- Pierre Matignon (1943–1987), Radrennfahrer